# ダニエル・パルトニー
ダニエル・パルトニー（Daniel Pulteney、1682年9月26日洗礼 – 1731年9月7日）は、グレートブリテン王国の政治家。在デンマークイギリス大使、商務庁委員、下級海軍卿、庶民院議員を務めた。第3代サンダーランド伯爵チャールズ・スペンサーの妻の姉妹と結婚しており、伯爵の死後に政敵であるロバート・ウォルポールを憎んで野党に転じた。

## 生涯
庶民院議員ジョン・パルトニーと妻ルーシー・コルヴィル（Lucy Colville）の長男として生まれ、1682年9月26日にセント・マーティン・イン・ザ・フィールズで洗礼を受けた。ウェストミンスター・スクールで教育を受けた後、1699年7月15日に15歳でオックスフォード大学クライスト・チャーチに入学した。学位を修得しないまま大学を出て、1704年から1706年までグランドツアーに出てネーデルラント連邦共和国とドイツを旅した。
アン女王の治世中の1706年8月29日、在デンマークイギリス大使としての信任状を受け、1707年1月13日にコペンハーゲンに到着した。以降大使を8年間務めたが、ジョージ1世の即位とともに召還され、1715年2月19日の後まもなくコペンハーゲンを発った。
1717年に商務庁委員に任命された。1719年11月に商務庁委員としてフランスに派遣されたが、帰国を望み、1721年初に帰国が実現した。1721年3月にトレゴニー選挙区の補欠選挙に出馬、政府の後援を受けて庶民院議員に当選した。
この頃にはロバート・ウォルポールの南海泡沫事件対策を批判するようになった。ウォルポール案では南海会社の株主に株式をイングランド銀行とイギリス東インド会社の株式への転換を強制したが、パルトニーは「私はどちらの会社も好きではない。その場合でも私の意思、私の判断に反して、案を受け入れるべきでしょうか？これは私有財産の処分を強制することであり、これまでの議会がそのように行動したことはない」と述べた。またトレゴニーではパルトニーの選出に反対する声があり、当選を阻止するには至らなかったが、パルトニーはウォルポールが有権者に反対するよう吹き込んだと考えて、ウォルポールを憎んだ。ウォルポールと敵対した理由については、ウォルポールの政敵第3代サンダーランド伯爵チャールズ・スペンサーの妻の姉妹がパルトニーと結婚したことも挙げられる。
1721年10月10日に商務庁委員から下級海軍卿（Lord of the Admiralty）に昇進すると、昇進に伴う出直し選挙でヘドン選挙区から出馬した。ヘドンは従弟にあたるウィリアム・パルトニーの指名選挙区であり、パルトニーは1721年11月の補欠選挙において無投票で当選した。1722年3月の総選挙で再選したほか、プレストン選挙区からも出馬、ホイッグ党に属する第5代準男爵サー・ヘンリー・ホートンの後援を受けて当選した。パルトニーはプレストンの代表として議員を務めることを選択した。

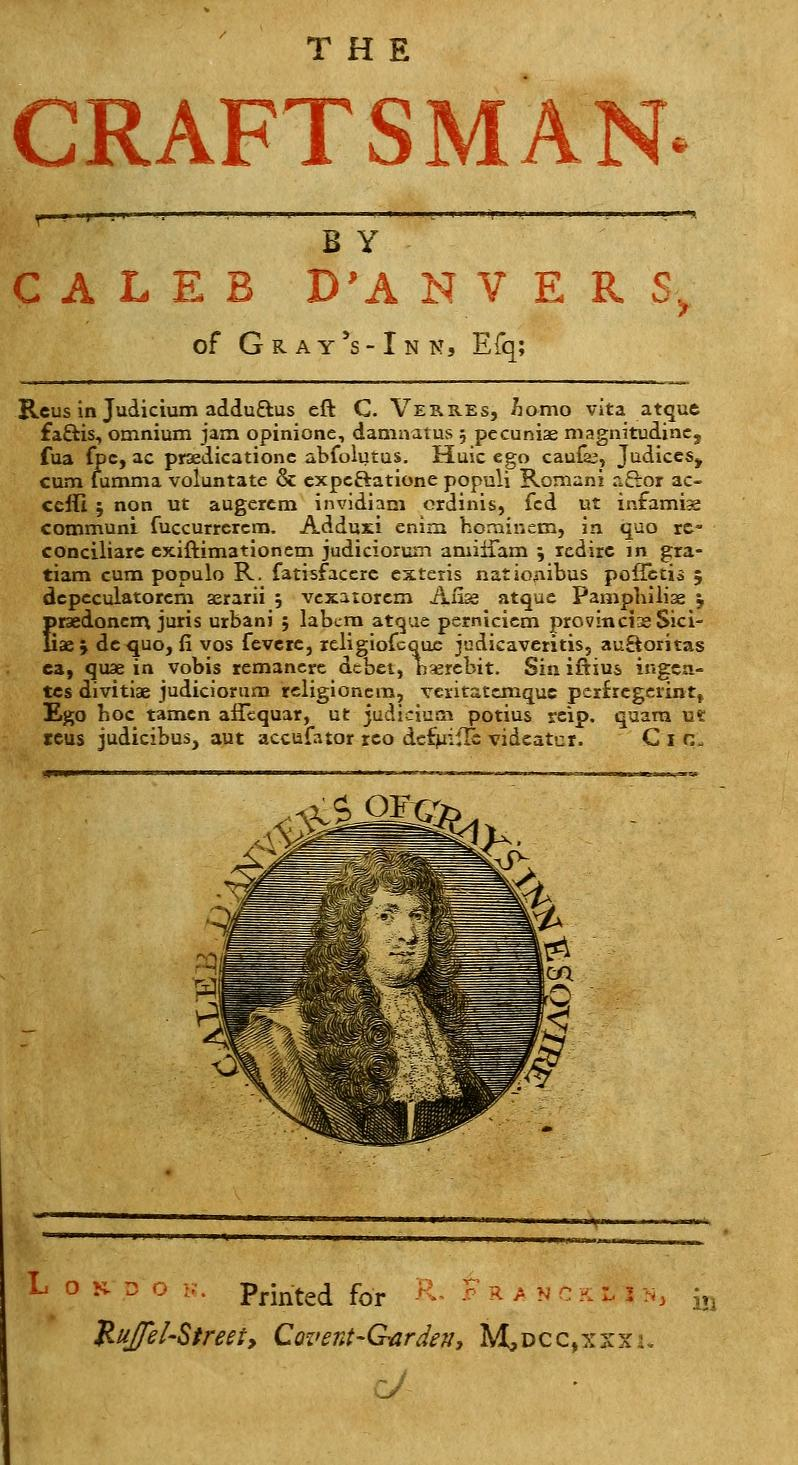
『クラフツマン』の表紙。

サンダーランド伯爵はウォルポールや第2代タウンゼンド子爵チャールズ・タウンゼンドを失脚させることに成功した場合、パルトニーを国務大臣に任命することを計画したが、1722年4月にサンダーランド伯爵が死去したため、実現しなかった。政権につく望みが断たれると、パルトニーは前述の従弟ウィリアム・パルトニーを野党に引き込み、自身も1725年に下級海軍卿を辞任した。そして、パルトニーは1726年2月9日にはじめて野党の一員として演説、同年に従弟と初代ボリングブルック子爵ヘンリー・シンジョンとともに政府を批判する新聞『クラフツマン』を創刊した。また1726年に父が死去して、遺産と実入りのいい閑職であるアイルランド枢密院秘書官を相続したことで、有力者による後援なしで議会活動ができるようになり、ウォルポールへの反対運動の足かせがなくなった。
1727年イギリス総選挙で再びプレストンから出馬したが、今度は野党トーリー党からの後援を受けた。国王ジョージ2世は自らパルトニーに対する対立候補を立てるよう命じたが、波風を立てることすらできないほどにパルトニーの影響力が強く、結局パルトニーは無投票で再選した。以降も議会で精力的に野党活動をした。
1731年9月7日にヘアフィールドで死去、14日にピカデリーのセント・ジェームズ教会に埋葬された。1732年5月17日、遺体がウェストミンスター寺院に改葬された。娘フランシスが遺産を相続した。

## 評価
庶民院議長アーサー・オンズローは自伝で「彼は特に外交について教養が高く、私生活でも礼儀正しく、寛大で親しみやすい人物であり、あらゆる面で立派な男である。しかし彼は抑えきれない憎しみをもって、あらゆる喜び、安楽を捨てて怒りを選んだ」とパルトニーのロバート・ウォルポールへの執念を評した。

## 家族
1717年12月14日、マーガレット・ティッチボーン（Margaret Tichborne、1699年ごろ – 1763年4月22日、ベンジャミン・ティッチボーンの娘）と結婚、3男4女をもうけたが、四女フランシスを除き全員早世した。
- マーガレット - 早世[1]
- シャーロット - 早世[1]
- フランシス（1728年[3] – 1782年6月1日） - 1760年11月10日、第5代準男爵サー・ウィリアム・ジョンストン（英語版）と結婚、子供あり[9]